# John C. Depp, II v. Amber Laura Heard
Das Verfahren John C. Depp, II v. Amber Laura Heard, das von April bis Juni 2022 in Virginia stattfand, behandelte Verleumdungsvorwürfe zwischen den Schauspielern Johnny Depp und Amber Heard, die zuvor miteinander verheiratet gewesen waren. Depp forderte 50 Millionen US-Dollar Schadenersatz, während Heard Widerklagen in Höhe von 100 Millionen US-Dollar erhob. Die Jury entschied, dass Heards Äußerungen in einem Meinungsartikel verleumderisch waren, und sprach Depp Schadenersatz in Höhe von 10 Millionen US-Dollar zu. Beide Parteien legten Berufung ein und einigten sich im Dezember 2022 außergerichtlich in der Weise, dass Depp 1 Million US-Dollar erhielt.

## Beziehung
Johnny Depp und Amber Heard trafen sich 2009 bei den Dreharbeiten zu The Rum Diary. Ihre Beziehung begann gegen Ende 2011 oder Anfang 2012. Sie verlobten sich im Januar 2014 und heirateten im Februar 2015. Die Ehe endete aufgrund Heards Scheidungsantrag im Mai 2016, begleitet von wechselseitigen Vorwürfen häuslicher Gewalt. Im August 2016 einigten sie sich auf eine Scheidungsvereinbarung über 7 Millionen US-Dollar, die Heard spenden wollte. Das Scheidungsverfahren wurde im Januar 2017 abgeschlossen, und beide Parteien gaben an, keine falschen Anschuldigungen erhoben zu haben. Ihre Vereinbarung enthielt eine Vertraulichkeitsvereinbarung über ihre Beziehung.
Bis April 2022 erbrachte Heard weniger als die Hälfte der von ihr versprochenen Spenden, und ein Großteil der erfolgten Zahlungen kam angeblich von anderen Personen.

## Zivilprozess
Im Februar 2019 reichte Johnny Depp eine Zivilklage gegen Amber Heard wegen ihres Meinungsartikels in der Washington Post vom Dezember 2018 ein, in der er behauptete, dass ihre Anschuldigungen Teil einer Verschwörung gegen ihn seien. Im August 2020 konterte Heard mit einer Widerklage, in der sie Depp beschuldigte, eine Belästigungskampagne gegen sie über soziale Medien und Online-Petitionen koordiniert zu haben. Der Prozess fand im Fairfax County Circuit Court statt, da der Meinungsartikel in diesem Bezirk veröffentlicht worden war.

### Vor den Verhandlungen
Vor dem Prozess gab es wichtige Entwicklungen, darunter den Rückzug von Anwälten aus Heards Team im Juni 2020 und den Entzug der Anwaltszulassung für Adam Waldman in Virginia im Oktober 2020 aufgrund von Verstößen gegen eine Schutzanordnung. Im August 2021 ordnete ein New Yorker Richter an, dass die American Civil Liberties Union (ACLU) Dokumente im Zusammenhang mit Heards Wohltätigkeitsverpflichtung offenlegen musste. Ebenfalls im August 2021 lehnte Richterin Penney S. Azcarate einen Antrag von Heards Anwälten ab, die Verleumdungsklage aufgrund eines zuvor ergangenen Urteils in Großbritannien abzuweisen. Im Februar 2022 erlaubte Azcarate trotz Heards Einwänden die mediale Übertragung der Gerichtsverhandlungen aus Gründen der Transparenz und Sicherheit.

### Eröffnung
In den Eröffnungsplädoyers vom 12. April 2022 beschuldigten Depps Anwälte Amber Heard, erfundene Anschuldigungen häuslicher Gewalt gegen Depp zu nutzen, um ihre Karriere voranzutreiben. Sie vertraten die Auffassung, dass Heard durch ihren Meinungsartikel von 2018 indirekt auf Depp angespielt habe, und behaupteten, dass Depp nicht für die Verletzungen verantwortlich sei, die Heard öffentlich gezeigt habe. Heards Anwälte konterten mit Vorwürfen, dass Depp sie während ihrer Beziehung körperlich und sexuell misshandelt habe. Sie betonten, dass Heards Meinungsartikel unter die Meinungsfreiheit falle und dass Depps Ansehen bereits vor dem Artikel durch seinen Alkohol- und Drogenkonsum gelitten habe.

### Schlussplädoyers
Am 27. Mai 2022 hielten die Rechtsvertreter von Johnny Depp und Amber Heard ihre Schlussplädoyers nach den Anweisungen der Richterin an die Jury.
Depps Anwälte brachten vor, dass Heard die eigentliche Täterin in ihrer Beziehung gewesen sei und ihre Vorwürfe gegen Depp falsch und rufschädigend waren. Sie forderten die Jury auf, Depp "sein Leben zurückzugeben" und betonten, dass Heards öffentlicher Auftritt mit einem blauen Auge inszeniert gewesen sei. Sie wiesen darauf hin, dass viele Zeugen für Depp ausgesagt hatten.
Heards Anwälte hingegen behaupteten, dass Depp Heard physisch und sexuell missbraucht habe, und verteidigten den Meinungsartikel von Heard von 2018 als nicht diffamierend. Sie behaupteten, dass Depp die Schuld auf andere schiebe und Opferbeschuldigung betreibe.

### Urteil
Am 1. Juni 2022 entschied die Jury, dass Depp alle Elemente der Verleumdung in Bezug auf Heards Meinungsartikel nachgewiesen habe, und sprach ihm Schadenersatz und Strafschadenersatz zu. Heards Widerklage wurde teilweise stattgegeben und sie erhielt Schadenersatz, jedoch keinen Strafschadenersatz.

### Anträge nach dem Verfahren
Am 1. Juli 2022 beantragte das Rechtsteam von Amber Heard vor Gericht die vollständige Aufhebung des Urteils zugunsten von Johnny Depp, die Klageabweisung oder die Anordnung eines neuen Prozesses. Die Begründung ging dahin, dass Heard keine Rolle bei der Erstellung der Überschrift des fraglichen Artikels gespielt habe, dass Depps Schadensersatz zu hoch sei und dass ein Juror aufgrund eines Geburtsdatenfehlers in Frage zu stellen sei.
Am 13. Juli 2022 wies Richterin Azcarate einige der Anträge von Heard ab und befand, dass der umstrittene Juror seinen richtigen Geburtstag angegeben hatte und keine Befangenheit nachgewiesen worden sei.

### Berufung und Einigung
Heard legte im Oktober 2022 Berufung gegen das Urteil gegen sie ein, während Depp im November 2022 Berufung gegen das Urteil gegen ihn einlegte.
Im Dezember 2022 einigten sich Heard und Depp außergerichtlich und zogen ihre Berufungen zurück. Depp erhielt 1 Million US-Dollar von Heards Versicherung, die er spendete.